# David Šimek
David Šimek (15 febbraio 1998) è un calciatore ceco, difensore del Mladá Boleslav.

## Caratteristiche tecniche
È un difensore centrale.

## Carriera
Cresciuto nel Dukla Praga, nel 2019 febbraio oviene ceduto in prestito al Viktoria Žižkov dove debutta fra i professionisti giocando l'incontro di seconda divisione vinto 4-1 contro il Prostěvoj. Al termine della stagione viene ceduto a titolo definitivo al Příbram.

## Statistiche
Statistiche aggiornate al 31 gennaio 2021.

### Presenze e reti nei club
| Stagione        | Squadra         | Campionato      | Campionato | Campionato | Coppe nazionali | Coppe nazionali | Coppe nazionali | Coppe continentali | Coppe continentali | Coppe continentali | Altre coppe | Altre coppe | Altre coppe | Totale | Totale | Totale |
| Stagione        | Squadra         | Comp            | Pres       | Reti       | Comp            | Pres            | Reti            | Comp               | Pres               | Reti               | Comp        | Pres        | Reti        | Pres   | Reti   |        |
| --------------- | --------------- | --------------- | ---------- | ---------- | --------------- | --------------- | --------------- | ------------------ | ------------------ | ------------------ | ----------- | ----------- | ----------- | ------ | ------ | ------ |
| 2018-2019       | Viktoria Žižkov | FNL             | 9          | 0          | CRC             | 0               | 0               |                    | -                  | -                  |             | -           | -           | 9      | 0      |        |
| 2019-2020       | Příbram         | 1L              | 20         | 0          | CRC             | 0               | 0               |                    | -                  | -                  |             | -           | -           | 20     | 0      |        |
| 2020-2021       | Mladá Boleslav  | 1L              | 6          | 0          | CRC             | 1               | 0               |                    | -                  | -                  |             | -           | -           | 7      | 0      |        |
| Totale carriera | Totale carriera | Totale carriera | 35         | 0          |                 | 1               | 0               |                    | -                  | -                  |             | -           | -           | 36     | 0      |        |